# Første slag ved Polotsk
Det første slag ved Polotsk var et slag under Napoleons invasion af Rusland, der fandt sted den 17. og 18. august 1812 ved den russiske by Polotsk i Rusland (i dag beliggende i Hviderusland). Slaget stod mellem russiske tropper ledet af Peter Wittgenstein og franske og bayerske tropper ledet af Nicolas Oudinot. Ved slaget lykkedes det den russiske hær at standse invasionshærens fremrykning mod Ruslands hovedstad Sankt Petersborg.
To måneder senere fandt endnu et slag ved byen sted (det andet slag ved Polotsk), under invasionshærens tilbagetog to måneder senere.

## Optakt
Efter Napoleons invasion den 24. juni 1812 rykkede Napoleons Grande Armée hurtigt mod øst og nåede Vilnius allerede den 28. juni. Fra Vilnius rykkede hæren videre ind i Rusland mens den russiske hær trak sig længere og længere tilbage. Hovedstyrken fortsatte mod Smolensk på vej mod Moskva og den nordlige flanke rykkede mod nord mod Ruslands hovedstad Sankt Petersborg. Den nordlige flanke bestod af et fransk korps under kommando af Nicolas Oudinot og et bayersk korps under kommando af den franske general Gouvion Saint-Cyr. Den overordnede kommando lå hos Oudinot.
Den 30. juli 1812 havde den russiske hær under Peter Wittgenstein forsøgt at standse den franske fremrykning ved slaget ved Kljastitsy og efter nogle dages kampe var det lykkedes at drive invasionshæren tilbage til området omkring Polotsk.

## Slaget
Om morgenen den 17. august angreb det russiske 1. infanterikorps under Wittgensteins kommando de franske stillinger nær landsbyen Spas og tvang invasionshæren længere tilbage. Oudinot fik tilført yderligere styrker til gik til modangreb. Da dagen var ovre havde begge parter fastholdt deres positioner. Oudinot var blevet såret under kampene og måtte overlade kommandoen til Gouvion Saint-Cyr.
Næste morgen iværksatte Gouvion Saint-Cyr en storstilet offensiv. Det lykkedes ham at skjule sin hovedstyrke, der herefter overraskede Wittgensteins tropper og havde succes i begyndelsen af offensiven. Det lykkedes imidlertid Wittgenstein at etablere et modangreb med russisk kavaleri, hvorefter Saint-Cyrs tropper indstillede fremrykningen og i stedet trak sig tilbage til Drissa. Det var således lykkedes Wittgenstein med en langt mindre styrke at standse invasionshærens march mod hovedstaden Sankt Petersborg. Wittgenstein fik senere tilnavnet "Sankt Petersborgs redningsmand" og blev senere forfremmet til general-chef (den næsthøjeste rang efter marskal) og senere feltmarskal.

## Tab
De fransk-bayerske tab var ca. 6.000 dræbte og tilskadekomne. De russiske tab var ca. 5.500 dræbte og tilskadekomne. Flere af de bayerske generaler blev dræbt ved slaget.

## Efterspil
De næste to måneder var der ingen kamphandlinger i området mellem de to hære, der blot fastholdt deres positioner. I oktober 1812 angreb Wittgenstein den fransk-bayerske hær ved det andet slag ved Polotsk, hvor den russiske hær påførte invasionshæren et nederlag og indtog Polotsk.